# Briqueteur
Le briqueteur, également appelé maçon-briqueteur, est un professionnel du bâtiment qui monte des cloisons de briques au mortier de chaux, de ciment ou de plâtre.

## Histoire du métier
L’utilisation des briques pour la construction remonte à plusieurs millénaires. Les briqueteurs ont joué un rôle clé dans l’histoire de l’architecture, notamment au Moyen Âge et à la Renaissance, lorsque la brique était largement utilisée pour construire des bâtiments dans de nombreuses régions d’Europe. En France, les maisons à colombages et les édifices en briques rouges, caractéristiques du nord et du sud-ouest du pays, témoignent de l’importance historique du briqueteur.

## Formation et accès au métier de briqueteur

### En France
En France, le métier de briqueteur s'apprend principalement via un CAP (Certificat d'Aptitude Professionnelle) Maçon, complété éventuellement par des formations spécifiques à la brique. Le métier est également accessible par le biais de l’expérience professionnelle.

## Les outils du briqueteur
Le briqueteur utilise une variété d’outils pour assembler les briques, parmi lesquels :
- Truelle : pour appliquer le mortier.
- Niveau : pour s'assurer que les murs soient parfaitement droits.
- Équerre : pour obtenir des angles corrects.
- Fil à plomb et cordeaux : pour assurer l’alignement vertical et horizontal.

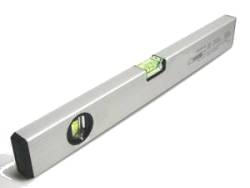
niveau à bulle.